# Thomas Edison
Thomas Alva Edison, född 11 februari 1847 i Milan i Ohio, död 18 oktober 1931 i West Orange i New Jersey, var en amerikansk uppfinnare och industrimagnat. Hans uppfinningar förändrade människors liv påtagligt under slutet av 1800- och början av 1900-talet. Till hans uppfinningar hör fonografen och den första användbara glödlampan.

## Biografi

### Uppväxten i Port Huron

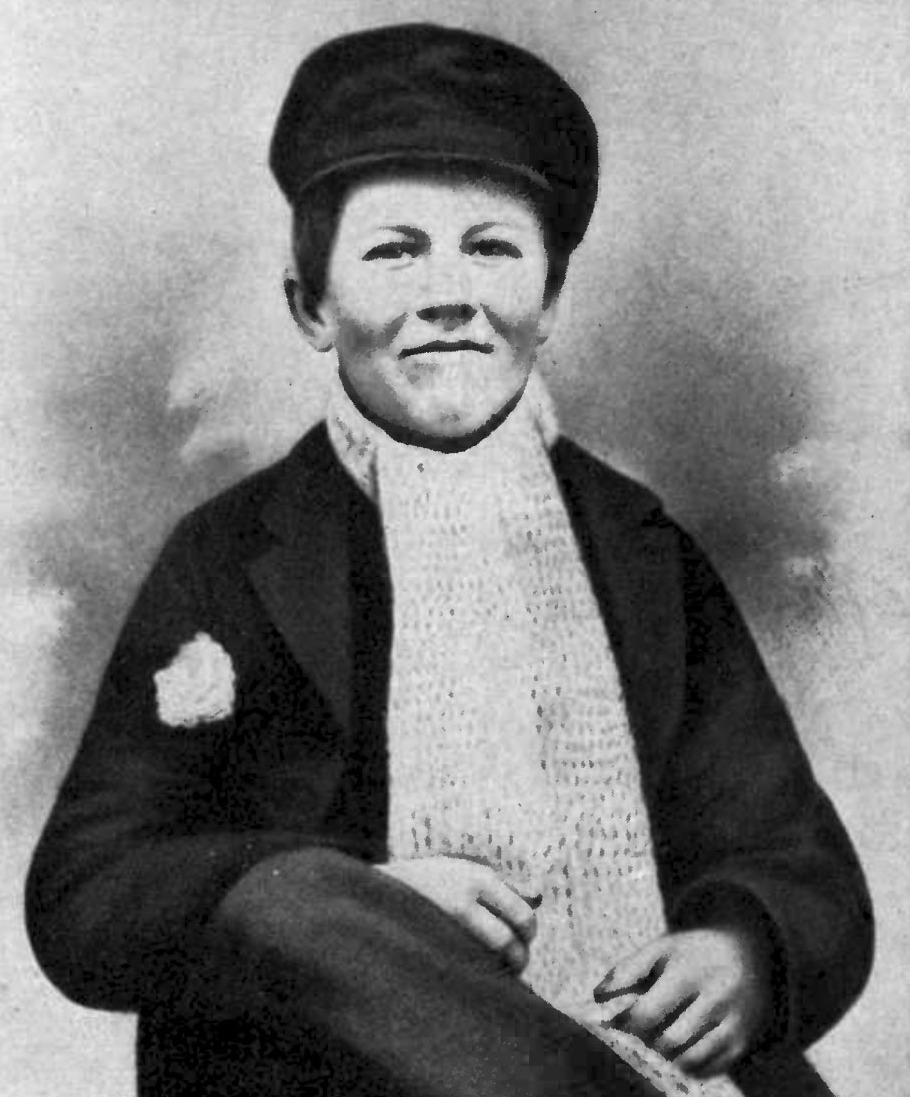
En ung Thomas Edison.

Thomas Alva Edison föddes den 11 februari 1847, som ett av sju barn (varav tre dog i späd ålder) till timmerhandlaren Samuel Edison och hans fru Nancy Elliot Edison. Faderns timmeraffärer hade gått dåligt under en tid och därför flyttade familjen år 1854 till ett hus utanför Port Huron i Michigan i hopp om att fadern skulle få jobb vid den järnväg som där skulle byggas. För den sjuårige Thomas var det dags att börja skolan, varvid det emellertid uppstod problem nästan omgående på grund av hans ständiga ifrågasättande av sin lärare. Detta ledde till att han efter endast tre månader lämnade skolan för att istället få hemundervisning av sin mor, som tidigare arbetat som lärare i Kanada. Till skillnad från fadern hade Thomas mor stora förhoppningar när det gällde Thomas framtid. Han lärde sig snabbt matematik och grammatik, och redan under de första åren började modern undervisa honom i kemi.

### Hobbykemisten
Edison läste senare själv böcker om filosofi och vetenskap, bland annat Isaac Newtons Principia. Detta gav honom stor respekt för vetenskapliga teorier, men fick honom samtidigt att tycka att matematik var tråkigt. Det var främst experimenten i kemi och fysik som fångade hans intresse. Tolv år gammal började han att arbeta som tidningsförsäljare på en järnvägsstation för att tjäna pengar till sina experiment och till familjens försörjning.

### Karriär
Edison var en pionjär på många olika sätt. Han var en av de första uppfinnarna som lät massproducera sina produkter och han hade ett laboratorium med anställda ingenjörer som konstruerade saker för hans räkning. Några av uppfinningarna, som till exempel glödlampan, uppfanns inte från grunden utan utvecklades av Edison utifrån andras idéer. Under sin livstid tog Edison 1 093 patent bara i USA; många även i Storbritannien, Frankrike och Tyskland. Totalt sett tog Edison patent på 1 093 uppfinningar, av vilka den första var en börstelegraf.
Edisons första stora uppfinning var fonografen (patent US 200521 19 februari 1878), en föregångare till grammofonen. Han gjorde ett stort antal förbättringar på trådtelegrafens område och var också med och förbättrade telefonen. Mest känd är han dock för sin förbättring av glödlampan, där hans arbete med att utveckla olika sorters glödtrådar ledde till att den blev praktiskt användbar. Med Nikola Tesla arbetande för honom fick han flera av sina patent förbättrade.
Den 3 december 1879 visade Thomas Edison för första gången upp en funktionell glödlampa för en grupp finansiärer som ville utveckla hans uppfinning. Den 31 december samma år visades glödlampan (patent US 223898 27 januari 1880) för allmänheten. Det tog honom omkring 2 000 försök för att lyckas skapa en fungerande glödlampa. När andra människor påstod att han hade misslyckats svarade han: ”Nej, jag har inte misslyckats. Jag har kommit på tvåtusen sätt att inte göra en glödlampa.”
År 1906 kom uppfinnaren William David Coolidge på att volfram ger längst livslängd på glödlampor; detta används fortfarande i dagens glödlampor.
År 1873 uppfann Edison stencilapparaten och år 1890 valdes han in som ledamot av Kungliga Vetenskapsakademien.

### Patentstrid
Thomas Edison registrerade hela 1093 patent under sin livstid och anses av eftervärlden vara en av de största uppfinnarna någonsin. På Internet har det i modern tid växt fram en idé om att Edison "stal" flera av sina uppfinningar från andra. Det verkar dock inte finnas historiska belägg för detta även om Edison i likhet med många uppfinnare på den här tiden var inblandade i flera patentstrider. Uppfinnaren Heinrich Göbel (Henry Goebel) i New York hävdade till exempel att han uppfunnit glödlampan redan på 1850-talet.
Vid behandling av frågan om vem som uppfann glödlampan, listade  historikerna Robert Friedel och Paul Israel 22 uppfinnare av glödlampan som föregick  Joseph Swan och Thomas Edison. De drog slutsatsen att Edisons version kunde överträffa de andra på grund av en kombination av tre faktorer: en effektiv glödtråd, en högre grad av vakuum än andra kunde uppnå (med hjälp av Sprengelpumpen) och en hög resistans som gjorde kraftdistribution från en centraliserad källa ekonomiskt lönsam.
Gällande glödlampan hade även den brittiska kemisten Joseph Wilson Swan uppfunnit och patenterat en liknande lampa vid samma tid . För att eliminera hotet mot hans nya "uppfinning" drog Edison först in Swan i en rättegång men Swan hade starka patent på teknologin i Storbritannien. Fallet löstes istället utanför rätten genom att de upprättade ett gemensamt företag, Ediswan. När Swans patent hade lagts under det nya företaget, betalade Edison Swan för att lämna företaget. Därmed kunde Edison ta åt sig all ära för glödlampan.

## Lista över uppfinningar
- Börstelegraf
- Kolkornsmikrofon
- Stencilapparat
- Fonografen
- Kinetoskop
- Glödlampa (förbättring av redan existerande uppfinning)
- Megafon
- Talande dockor
- Vakuumpump (av kvicksilver)
- Belysningsystemet
- Diktafon
- Ackumulator (förbättring av redan existerande uppfinning)
- Ljudfilm

## Galleri över uppfinningar

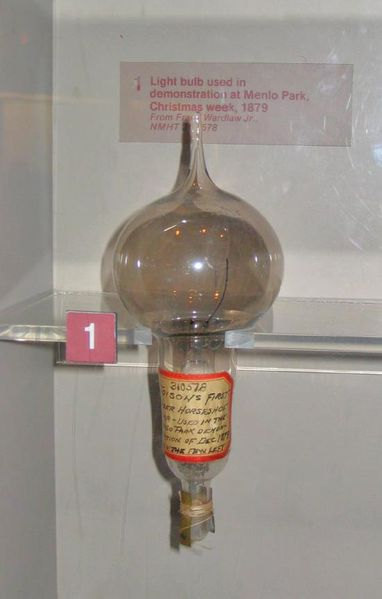
Edisons första glödlampa, som han visade 1879.
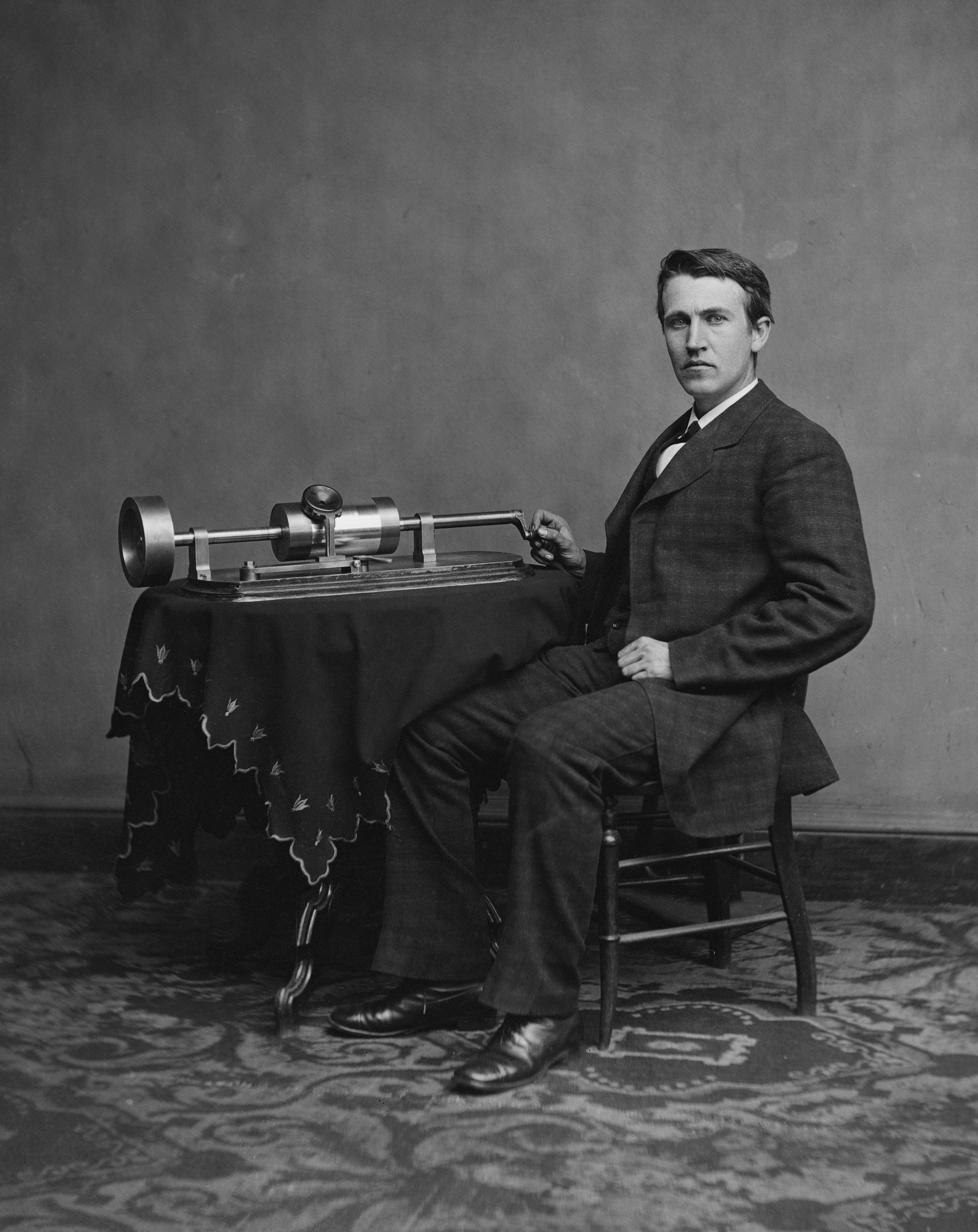
Thomas Edison med sin fonograf.